# Société d'Économie Mixte pour la Mise en Valeur Agricole de la Corse
Societé d'Economie Mixte peur la Mise en Valeur Agricole de la Corse (SOMIVAC) fou creada el 1957 amb l'objectiu d'organitzar grans tasques d'adaptació i viabilització agrària a la planura oriental de Còrsega (plana d'Aleria), després de l'erradicació de la malària amb ajut dels estatunidencs durant la Segona Guerra Mundial. Van fer un fort treball d'electrificació i irrigació de 43.000 hectàrees cultivables (inicialment previstes 30.000 ha).